# متلازمة بوريسون فورسمان ليمان
متلازمة بوريسون فورسمان ليمان اضطراب جيني نادر يسبب الإعاقة الذهنية والبدانة وعيوبًا في النمو.

## العلامات والأعراض
يمكن تمييز بعض أعراض متلازمة بوريسون فورسمان ليمان عند الولادة، لكنها تتطور مع مرور الزمن. يولد الأطفال المصابون بهذه المتلازمة بوزن طبيعي لكنهم يُبدون نقصًا في التوتر العضلي وصعوبة في التغذية. مع تقدم النمو، تتضح الإعاقة الذهنية التي تكون متوسطة إلى شديدة ويظهر تأخر النمو. 
بالإضافة إلى الإعاقة الذهنية، يُظهر الجهاز العصبي المركزي عند المصابين أعراضًا أخرى، منها ضعف البصر (خصوصًا الساد ومد البصر) والرأرأة. يمكن أن تتطور الإعاقة البصرية قبل سن الثلاثين. ويمكن أن يتأثر الجهاز العصبي المحيطي أيضًا باعتلال الأعصاب المتعدد. قد يعاني بعض الأفراد من مشاكل نفسية، أكثرها شيوعًا اضطرابات القلق والاكتئاب والاضطرابات السلوكية وفرط النشاط الجنسي.
مظهر الأفراد المصابين مميز، ويتجلى بتدلي الجفنين والأذنين الكبيرتين والحاجبين المقوسين وقصر القامة (لدى نصف المصابين تقريبًا) والتثدي وتراكم الدهون في البطن وتورم الخدين والجفنين وأصابع القدم القصيرة وأصابع اليد المدببة. يظهر الحداب أو الجنف أيضًا.
يتأثر الجهاز البولي التناسلي أيضًا بمتلازمة بوريسون فورسمان ليمان؛ تكون خصى الأطفال المصابين مصابة بقصور الأقناد بالإضافة إلى الخصى الهاجرة. رافق مرض السكري هذا المرض في عدد من الحالات.
من المرافقات غير الشائعة فقدان السمع والصرع والشفة المشقوقة والحنك المشقوق وسرطان الدم الحاد بأرومات اللمفاويات وطلائع التائيات الحادة ومتلازمة ليغ كالفيه بيرثيز وقصور النخامية.
يكون الأشخاص حاملو الصيغة إكس إكس حاملين للمرض ويُبدون أعراضًا قليلة، إن وجدت. تتمثل الأعراض عندهم بالبدانة واعتلال الأعصاب المتعدد و/أو الإعاقة الذهنية الخفيفة.

## الفيزيولوجيا المرضية
متلازمة بوريسون فورسمان ليمان مرض وراثي متنحٍ مرتبط بالصبغي إكس ناتج عن طفرات في بي إتش إف 6، وهو جين يشفر بروتين إصبع الزنك المشارك في تكاثر الخلايا. تؤدي الطفرات النقطية إلى الإصابة بأشكال أقل شدة مقارنةُ بالحالات الناتجة عن طفرات فقدان الوظيفة أو طفرات الحذف. يُعبر عن هذا الجين بشكل كبير خلال النمو في الغدة النخامية والوجه والدماغ. يحدث المرض في الدرجة الأول لدى الأشخاص الذين يحملون الصيغة إكس واي، لأنهم لا يملكون سوى نسخة واحدة من الصبغي إكس وبالتالي فإن النسخة الوحيدة من بي إتش إف 6 لديهم هي النسخة المتحورة.

## التشخيص
يُجرى التشخيص النهائي لمتلازمة بوريسون فورسمان ليمان من خلال إجراء فحص جيني، ويشتبه به عند وجود أشخاص في العائلة يُظهرون الأعراض المميزة. يمكن استخدام التصوير بالرنين المغناطيسي وتخطيط كهربية الدماغ وتخطيط كهربية الأعصاب لتقييم شدة المرض. أُثبت أن الطفرات في جين بي إتش إف 6 هي سبب هذه الحالة.
تشمل الأمراض الأخرى التي يجب تمييزها عن متلازمة بوريسون فورسمان ليمان متلازمة برادر فيلي ومتلازمة كوفين لوري ومتلازمة كلاينفيلتر ومتلازمة ويلسون تيرنر ومتلازمة بارديت بيدل ومتلازمة سميث فاينمان مايرز (متلازمة تشودلي لوري) ومتلازمة كوفين سيريس.

## العلاج
لا يوجد علاج لمتلازمة بوريسون فورسمان ليمان، ولكن يمكن تدبير أعراضها بالجراحة وبالأدوية. تستخدم الجراحة لعلاج الخصى الهاجرة والحنك المشقوق، ويستخدم الدواء لعلاج الصرع في حال وجوده.

## المآل
يُصاب الأطفال بتأخر شديد في النمو، إلا أنهم يتعلمون المشي عادة بين الرابعة والسادسة من العمر. لا تتفاقم الإعاقة الذهنية لدى الأفراد المصابين بمرور الزمن. ويرى بعض المصابين أن أعراضهم تصبح أقل شدة.

## الوبائيات
متلازمة بوريسون فورسمان ليمان نادرة جدًا، شُخصت عند ما يقارب 50 شخصًا فقط منذ اكتشافها. وكما هي الحال في الأمراض الأخرى المرتبطة بالصبغي إكس، فإنها تحدث غالبًا عند الذكور؛ أبدت الإناث القلائل اللواتي شُخصت إصابتهن بالمتلازمة عيوبًا في تعطيل الصبغي إكس.

## التاريخ
وُصفت متلازمة بوريسون فورسمان ليمان في 1962 من قبل الأطباء الذين نُسبت لهم.